# Чхёнкон (парк)
Парк Чхёнкон (Cheung Kong Park, 長江公園) — маленький сад, расположенный в Центральном районе Гонконга. Назван по имени соседнего небоскрёба Cheung Kong Center, в котором базируется штаб-квартира многопрофильной бизнес-группа CK Hutchison Holdings гонконгского миллиардера Ли Кашина. Парк принадлежит CK Hutchison, но в светлое время суток он открыт для общественности.
Парк Чхёнкон поднят над уровнем улицы, под ним расположена большая корпоративная автомобильная стоянка. В саду созданы искусственные гроты, водоёмы и каскады, которыми можно любоваться, сидя на скамейках. В обеденный перерыв тут собираются многочисленные работники из окрестных офисов чтобы перекусить. Дизайн сада разработала компания Belt Collins.
С северо-востока к парку примыкает 63-этажный Cheung Kong Center, с северо-запада — бывшее здание Французской миссии, с юго-запада — церковь Сент-Джонс, с юго-востока — улица Гарден-роуд и башни высотного офисного комплекса Three Garden Road.

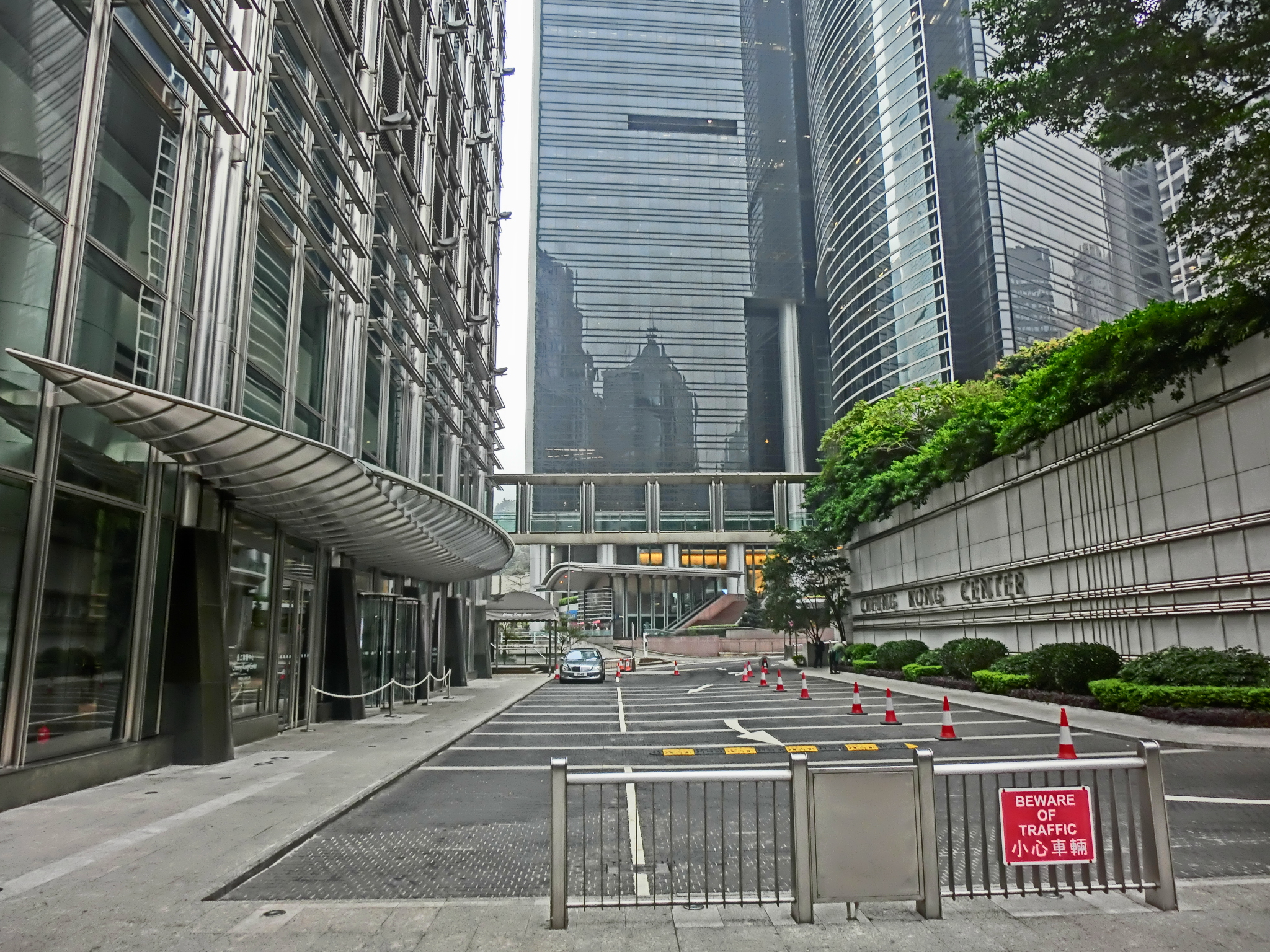
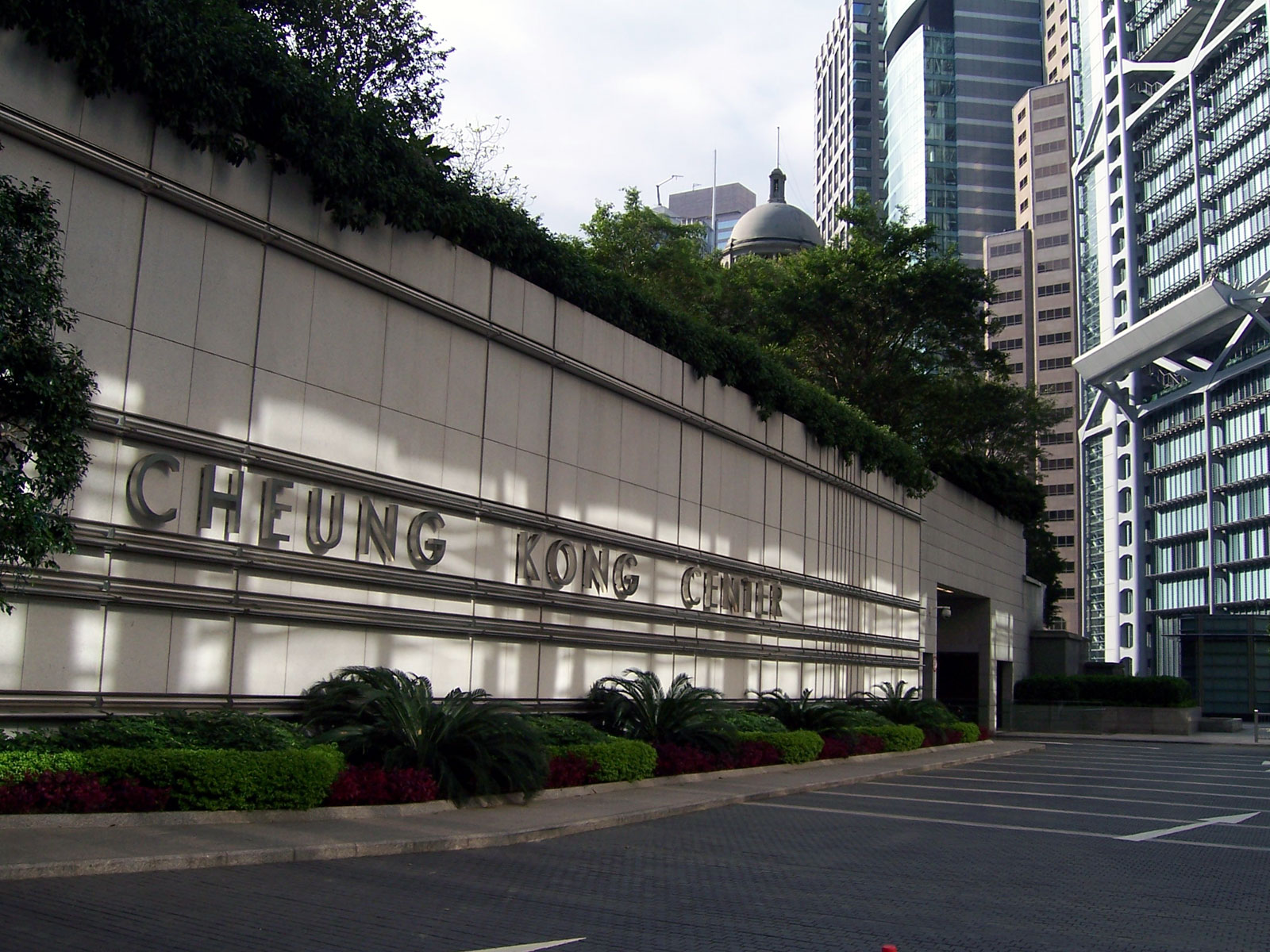
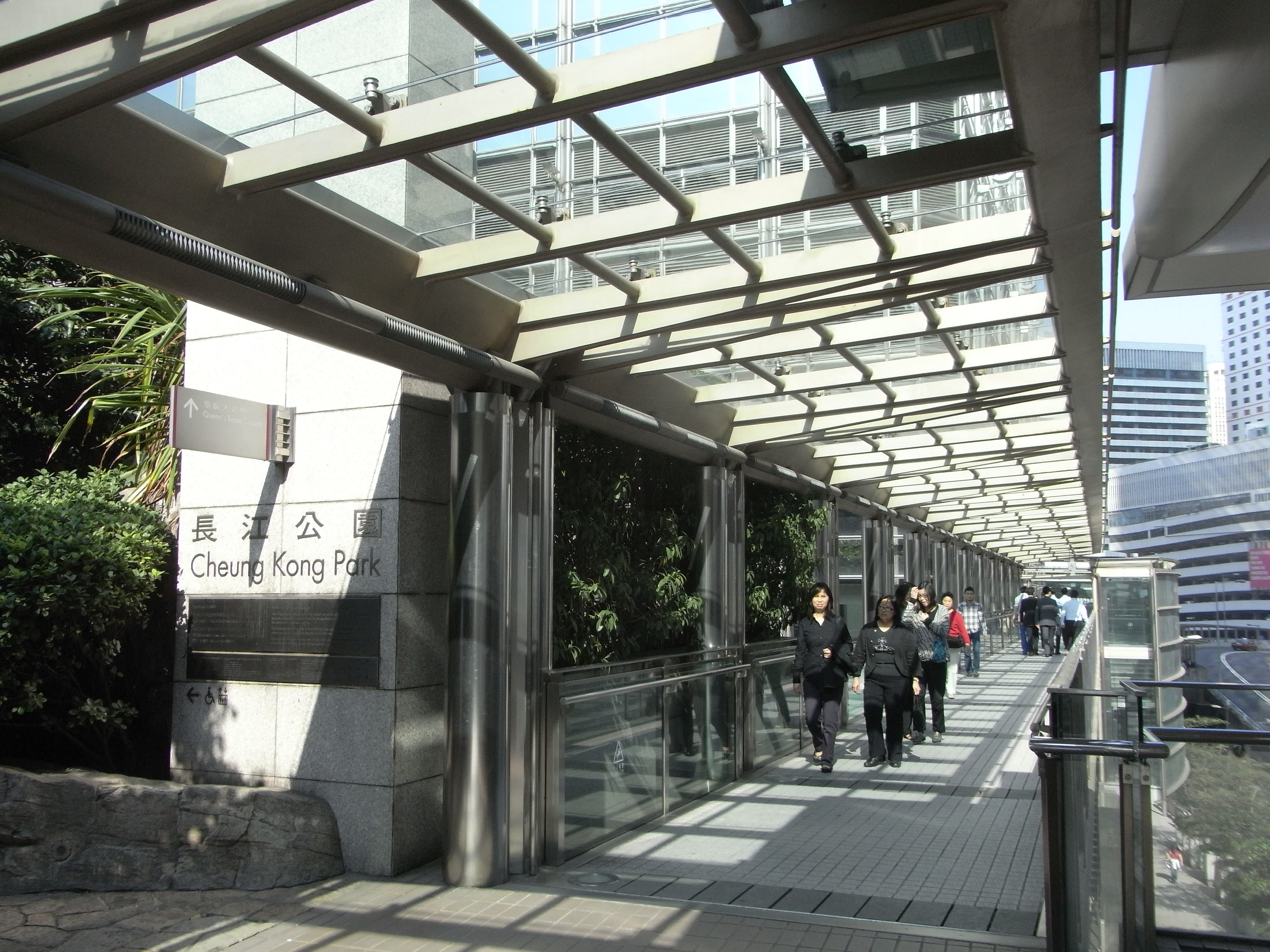